# تاينست
تاينست هي مدينة في إقليم تازة، بالجهة الإقتصاإدية تازة الحسيمة تاونات، بالمغرب. وفقا لتعداد عام 2004، يبلغ عدد سكانها 1.905 نسمة.